# 莫讷河畔布赖
莫讷河畔布赖（法語：Braye-sur-Maulne）是法国安德尔-卢瓦尔省的一个市镇，位于该省西北部，属于图尔区。该市镇总面积11.84平方公里，2009年时的人口为218人。

## 人口
莫讷河畔布赖人口变化图示